# Daft Club
Daft Club ist das erste Remixalbum der französischen House-Formation Daft Punk. Es erschien 2003 und beinhaltet verschiedene Remixvarianten des Albums Discovery sowie einen Remix des Albums Homework.

## Rezeption
Die Reaktionen auf das Album fielen mittelmäßig bis negativ aus. Zu nennen ist ein extrem negatives Review der Musikwebsite Pitchfork Media, welches insbesondere die Remixes im Vergleich zu den Originalliedern kritisiert. Pitchfork Media gab dem Album eine Punktzahl von 1,3 aus 10 Punkten.
The Guardian gab dem Album 3 aus 5 Sternen und betitelte Daft Club seinem Vorgänger Discovery voraus und bezeichnete es als refreshing (erfrischend).

## Titelliste
1. Ouverture – 2:40
2. Aerodynamic (Daft Punk Remix) – 6:10
3. Harder, Better, Faster, Stronger (The Neptunes Remix) – 5:11
4. Face to Face (Cosmo Vitelli Remix) – 4:55
5. Phoenix (Basement Jaxx Remix) – 7:53
6. Digital Love (Boris Dlugosch Remix) – 7:30
7. Harder, Better, Faster, Stronger (Jess & Crabbe Remix) – 6:01
8. Face to Face (Demon Remix) – 6:59
9. Crescendolls (Laidback Luke Remix) – 5:25
10. Aerodynamic (Slum Village Remix) – 3:37
11. Too Long (Gonzales Version) – 3:13
12. Aerodynamite – 7:48
13. One More Time (Romanthony's Unplugged) – 3:40
14. Something About Us (Love Theme from Interstella 5555) – 2:13